# Рондесгаген
Рондесгаген (нім. Rondeshagen) — громада в Німеччині, розташована в землі Шлезвіг-Гольштейн. Входить до складу району Герцогство Лауенбург. Складова частина об'єднання громад Беркентін.
Площа — 9,51 км2. Населення становить 809 ос. (станом на 31 грудня 2020).